# Меловой (Курская область)

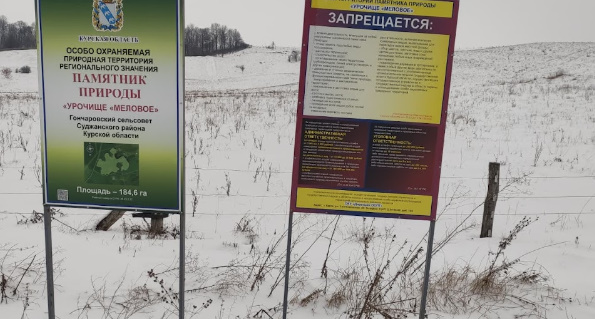
Урочище «Меловое»

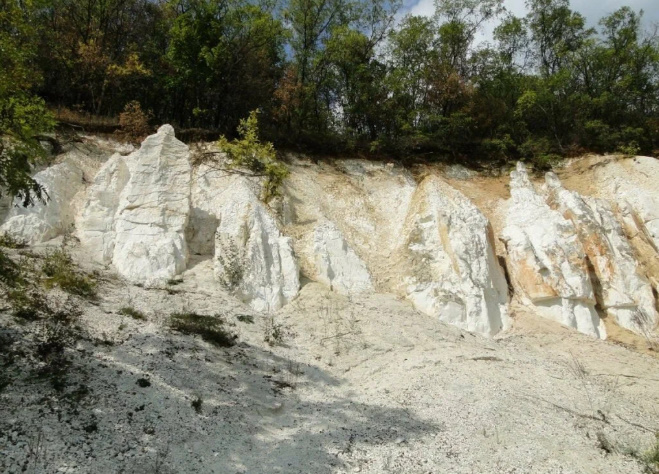
Небольшой меловой холм.

Меловой — посёлок в Суджанском районе Курской области России. Входит в состав сельского поселения Гончаровский сельсовет.

## История
В 1966 г. указом президиума ВС РСФСР поселок черепичного завода переименован в Меловой.
Решением Курского областного совета народных депутатов от 09.01.1992 года № 5 посёлок был исключен из учётных данных.

## География
Посёлок находится в 5,5 км от российско-украинской границы, в 93 км к юго-западу от Курска, в 5 км к югу от районного центра — города Суджа, в 4,5 км от центра сельсовета — Заолешенка.
Климат
Меловой, как и весь район, расположен в поясе умеренно континентального климата с тёплым летом и относительно тёплой зимой (Dfb в классификации Кёппена).

## Население
| 2002 | 2010 |
| ---- | ---- |
| 4    | ↘0   |

## Инфраструктура
В посёлке 5 домов.

## Транспорт
Меловой находится в 6 км от автодороги регионального значения 38К-004 (Дьяконово — Суджа — граница с Украиной), в 5,5 км от автодороги 38К-030 (Рыльск — Коренево — Суджа), в 6 км от автодороги 38К-024 (Льгов — Суджа), в 2 км от автодороги межмуниципального значения 38Н-609 (Суджа — Гуево — Горналь — граница с Украиной), в 1 км от автодороги 38Н-611 (38Н-609 — Куриловка), в 8 км от ближайшей ж/д станции Суджа (линия Льгов I — Подкосылев).
В 110 км от аэропорта имени В. Г. Шухова (недалеко от Белгорода).